# Floris Črni
Floris Črni (ok. 1115 - 1133) je bil sin grofa Florisa II. in Petronile (Gertrude) Lotarinške, ki je po poroki s Florisom II. prevzela ime Petronila.
Floris se je dvakrat uprl svojemu starejšemu bratu Ditriku (Dirku) VI.. Prvič so ga podpirali njegova mati Petronila, Andrej iz Cuijka (utrechtski škof) in rimsko-nemški kralj, njegov stric Lotar III.. Konflikt je bil rešen leta 1131, po katerem se je Floris lahko za kratek čas imenoval grof Holandski. Avgusta 1131 se je Floris znova uprl. Tokrat ga mati ni podpirala in moral je pobegniti na območje Zahodne Frizije, k Frizijcem, ki  so se uprli Ditriku (Dirku) VI.. Frizijci so Florisu ponudili oblast nad celotno Zahodno Frizijo, podprli so ga tudi Kennemerlandu. Bratski spor je bil avgusta 1132 rešen s posredovanjem cesarja Lotarja. Naslednjega leta 1133 je bil Floris Črni umorjen blizu Utrechta.
Posmrtne ostanke Florisa Črnega skupaj z ostanki drugih sorodnikov Florisa V. Holandskega so našli na ozemlju opatije Rijnsburg med izkopavanji leta 1949. Ta najdba je bila nepričakovana, saj se je zdelo gotovo, da so zadnje počivališče nizozemskih grofov v šestnajstem stoletju uničili fundamentalistični podporniki Viljema Oranskega. Pregled posmrtnih ostankov je pokazal, da je starost okostja od 29 do 30 let. Ker je letnica smrti znana (1133), to postavlja velika vprašanje o navedeni letnici rojstva Florisa Črnega. To ne bi smelo biti leta 1115, ampak 1103.
20. julija 1989 je Alderman Van Willigenburg razkril delo J.A. Tolbooma na fasadi stavbe Mariaplaats 17 v Utrechtu. Florisova glava v obliki izklesanega lika. To lokacijo so izbrali, ker naj bi se Floris zadnje dni skrival v cerkvi sv. Marije.